# Cap d'Ona (Bière)
Ne doit pas être confondu avec Cap d'Ona.
 (avril 2024).
 (avril 2024).
La brasserie Cap d'Ona, fondée en 1998 par Grégor Engler et son épouse Élodie Pujol, est située à Argelès-sur-Mer.
Elle propose actuellement 30 variétés de bière, dont la majorité est certifiée biologique.
En 2018, l’établissement a ouvert un restaurant adjacent à la brasserie. 

## Fabrication
Les bières de Cap d'Ona sont élaborées à partir de fruits locaux, à raison d'un kilogramme de fruits par litre de bière,. 
L'entreprise collabore avec une dizaine de producteurs nord-catalans.

## Récompenses
Depuis 2016, ses produits participent aux World Beer Awards. Ils ont remporté plusieurs distinctions. 
En 2018, la brasserie a obtenu huit médailles d’or au World Beer Challenge. 
En 2020, sa bière brune de seigle de Cerdagne a été élue meilleure bière du monde aux Beer Awards.
La bière Barley a reçu le titre de meilleur Barley wine au Brussels Beer Challenge. 
En 2021, la Wood Aged Impériale Stout a été désignée meilleure bière du monde lors du World Beer Challenge,,.
Entre 2021 et 2024, la brasserie a reçu 100 médailles :
- prix de la révélation française ;
- meilleure bière d'orge ;
- meilleure bière d’hiver ;
- médaille d’or de la bière élevée en fût.

## Restauration
Le restaurant adjacent propose une cuisine composée exclusivement de produits locaux, principalement des Albères. Il intègre la bière dans tous ses plats. 
Les résidus de la production de bière servent d’ingrédients pour le pain et les desserts.
Le surplus est distribué à des éleveurs locaux pour l’alimentation animale,.